# Wellsville (Kansas)
Wellsville é uma cidade localizada no estado americano de Kansas, no Condado de Franklin.

## Demografia
Segundo o censo americano de 2000, a sua população era de 1606 habitantes.
Em 2006, foi estimada uma população de 1685, um aumento de 79 (4.9%).

## Geografia
De acordo com o United States Census Bureau tem uma área de
2,2 km², dos quais 2,2 km² cobertos por terra e 0,0 km² cobertos por água. Wellsville localiza-se a aproximadamente 317 m acima do nível do mar.

## Localidades na vizinhança
O diagrama seguinte representa as localidades num raio de 20 km ao redor de Wellsville.